# Helong, Yanbian
Helong, tidigare stavat Holung, är en stad på häradsnivå som är belägen i Yanbian, en autonom prefektur för koreaner i Jilin-provinsen i nordöstra Kina. Den ligger  omkring 450 kilometer öster om provinshuvudstaden Changchun.